# John P. Anton
John Peter Anton, in griechischer Transkription griechisch Τζον Πίτερ Άντον, in vollständiger Namensform griechisch Ιωάννης Π. Αντωνόπουλος (* 2. November 1920 in Canton, Ohio; † 10. Dezember 2014) war ein US-amerikanischer Philosoph und Philosophiehistoriker griechischer Herkunft.

## Leben
Antons Eltern stammten aus Zygovisti im griechischen Arkadien. Er selbst wuchs zeitweise dort auf und besuchte das Gymnasium in Dimitsana und die Pädagogische Akademie in Tripolis, wo er Schüler von Evangelos P. Papanoutsos war, mit dem ihn später eine philosophische Freundschaft verbinden sollte. Nach dem Zweiten Weltkrieg kehrte er in die USA zurück, diente 1946–1947 im amerikanischen Heer und studierte anschließend an der Columbia University Klassische Philologie, Philosophie und Gesellschaftswissenschaften (B.A. 1949, Master 1950, Ph.D. 1954). Sein Mentor war John Herman Randall, Jr.
Seine akademische Laufbahn begann er als Lektor an der University of New Mexico (1954–1955) und als Assistant Professor an der University of Nebraska (1955–1958). Weitere Stationen waren die State University of New York at Buffalo (1962–1969), unterbrochen von einem Jahr an der Columbia University (1966), dann die Emory University (1969–1982) mit Aufenthalten an der University of California, Berkeley (1971–1972), der Humboldt State University (1979), dem Mills College (1981) und dem University of South Florida New College (1982–1983). Von 1983 an war er Professor für griechische Philosophie und Kultur an der University of South Florida.
Anton war korrespondierendes Mitglied der Akademie von Athen, Ehrenmitglied des griechischen literarischen Vereins Parnassos und der amerikanischen akademischen Gesellschaft Phi Beta Kappa sowie Mitglied der Florida Philosophical Association. Die Universitäten von Athen, Patras, Ioannina und Thessaloniki verliehen ihm Ehrendoktorate.
Anton arbeitete zur antiken griechischen Philosophie (insbesondere zu Aristoteles und zum Neuplatonismus), zur Geschichte der Philosophie, zur amerikanischen Philosophie, zur Philosophie der Kunst und zur Metaphysik. Darüber hinaus veröffentlichte er eine Monographie zum griechischen Dichter Konstantinos Kavafis und gab die Autobiographie der amerikanischen Künstlerin Eva Palmer Sikelianos heraus, die sich sehr für eine lebendige Rezeption der klassischen griechischen Kultur einsetzte.  1973 war er Mitunterzeichner des Humanist Manifesto II.

## Schriften (Auswahl)
- Έρως Πολιτικός. Η επιστροφή των Ελλήνων. Μίλητος, Athen 2010. („Politischer Eros. Die Rückkehr der Griechen“)
- American Naturalism and Greek Philosophy. Amherst, New York, Humanity Books 2005.
- Το χρονικό μιας φιλοσοφικής φιλίας. Τρία κείμενα και αλληλογραφία (1948–1982) με τον Ευάγγελο Π. Παπανούτσο. Gutenberg, Athen 2004. („Die Chronik einer philosophischen Freundschaft. Drei Texte und Briefwechsel mit Evangelos P. Papanoutsos“)
- Archetypal Principles and Hierarchies. Essays on Neoplatonic Themes. Binghamton University, 2000.
- Categories and Experience. Essays on Aristotelian Themes. Dowling College Press, 1996.
- The Poetry and Poetics of Constantine P. Cavafy: Aesthetic Visions of Sensual Reality. Harwood Academic Publishers, Chur, Schweiz 1995.
  - Griechische Fassung: Η Ποίηση και η Ποιητική τoυ Καβάφη. Ikaros, Athen 2000.
- (Hrsg.): Eva Palmer Sikelianos, Upward Panic – The Autobiography of Eva Palmer-Sikelianos. Hardwood Academic Publishers, Chur, Schweiz 1993.
  - Griechische Fassung: Εύα Palmer-Σικελιανού, Ιερός πανικός. Εισαγωγή–Μετάφραση–Σημειώσεις John P. Anton. Επιμέλεια Θανάσης Βασιλείου. 2. Auflage, Μίλητος, Athen (1. Auflage: Εξάντας, Athen 1992).
- (Hrsg. mit Anthony Preus): Essays in Ancient Greek Philosophy. V: Aristotle’s Ontology. State University of New York Press, Albany 1992.
- (Hrsg. mit Anthony Preus): Essays in Ancient Greek Philosophy. IV: Aristotle’s Ethics. State University of New York Press, Albany 1991.
- (Hrsg. mit Anthony Preus): Essays in Ancient Greek Philosophy. III: Plato. State University of New York Press, Albany 1989.
- (Hrsg. mit Anthony Preus): Essays in Ancient Greek Philosophy. Volume two. State University of New York Press, Albany 1984.
- (Hrsg. mit George L. Kustas): Essays in Ancient Greek Philosophy I. State University of New York Press, Albany 1971.
- Aristotle’s Theory of Contrariety. Routledge and Kegan Paul, London und Humanities Press, New York 1957; Paperback University Press of America, 1987.
  - Griechische Fassung: Αριστοτέλης, η θεωρία της εvαvτιότητoς. Livanis, Athen 2001.